# 万州北站
万州北站是郑渝高速铁路，在建成达万高速铁路和在建渝西高速铁路沿线的一座车站，位于中华人民共和国重庆市万州区周家坝街道天子湖社区，隶属于成都铁路局。万州北站係跨线式火车站，占地200亩，其中站房面积1.5万平方米，2016年11月28日随渝万城际铁路一同开通。
根据重庆市发改委2014年的消息，万州北站站房初步设计为：建筑面积1.5万平方米，3座月台，7条股道。

## 旅客列车目的地
根据成都铁路局2016年11月26日的公告，万州北站初期开行前往重庆北的城际动车组列车和前往成都东的高速动车组列车。